# Palóczy Frigyes
Palóczy Frigyes (névváltozata: Palóczi; Temesvár, 1932. május 2. – Budapest, 2021. május 12.) magyar színművész.

## Élete
Bukaresti és kolozsvári tanulmányai után, 1955-ben diplomázott a marosvásárhelyi Szentgyörgyi István Színművészeti Intézetben. 1958-ig a kolozsvári Magyar Színház, majd 1977-ig a nagyváradi Állami Magyar Színház tagja volt. 1977–1988 között a Miskolci Nemzeti Színház, 1988–1992 között a zalaegerszegi Hevesi Sándor Színház tagja volt. Szinkronizálással is foglalkozott.

## Fontosabb színházi szerepeiből
- Don Carlos (Schiller)
- Teodoro (Vega: A kertész kutyája)
- Haimón (Szophoklész: Antigoné)
- Harrison (Jacobi Victor: Leányvásár)
- Kelemen igazgató (Eisemann Mihály: Én és a kisöcsém)

## Filmográfiája
- Gulliver az óriások országában (1980)
- Szomszédok (1999)
- Egy tél az Isten háta mögött (1999)
- A majmok kastélya (1999)
- Szeret, nem szeret (2003)
- Apám beájulna (2003)
- A Herceg haladéka (2006)